# Ekholms län
Ekholms län var ett slottslän i nordvästra delen av landskapet Västergötland för riksborgen Ekholm. Det fanns under drottning Margaretas regeringstid (1389-1412) och upphörde efter att borgen raserats i slutet av 1400-talet.
Länet omfattade Väne, Bjärke, Flundre och Vardbo (Valbo), på Dal, samt åtminstone delar av Åse och Viste.